# Тарек Бенаїсса
Тарек Азіз Бенаїсса (араб. طارق عزيز بن عيسى; нар. 7 квітня 1991, Бордж Земура, вілаєт Бордж-Бу-Арреридж) — алжирський борець греко-римського стилю, дворазовий чемпіон, дворазовий срібний та дворазовий бронзовий призер чемпіонатів Африки, чемпіон Африканських ігор, учасник двох Олімпійських ігор.

## Біографія

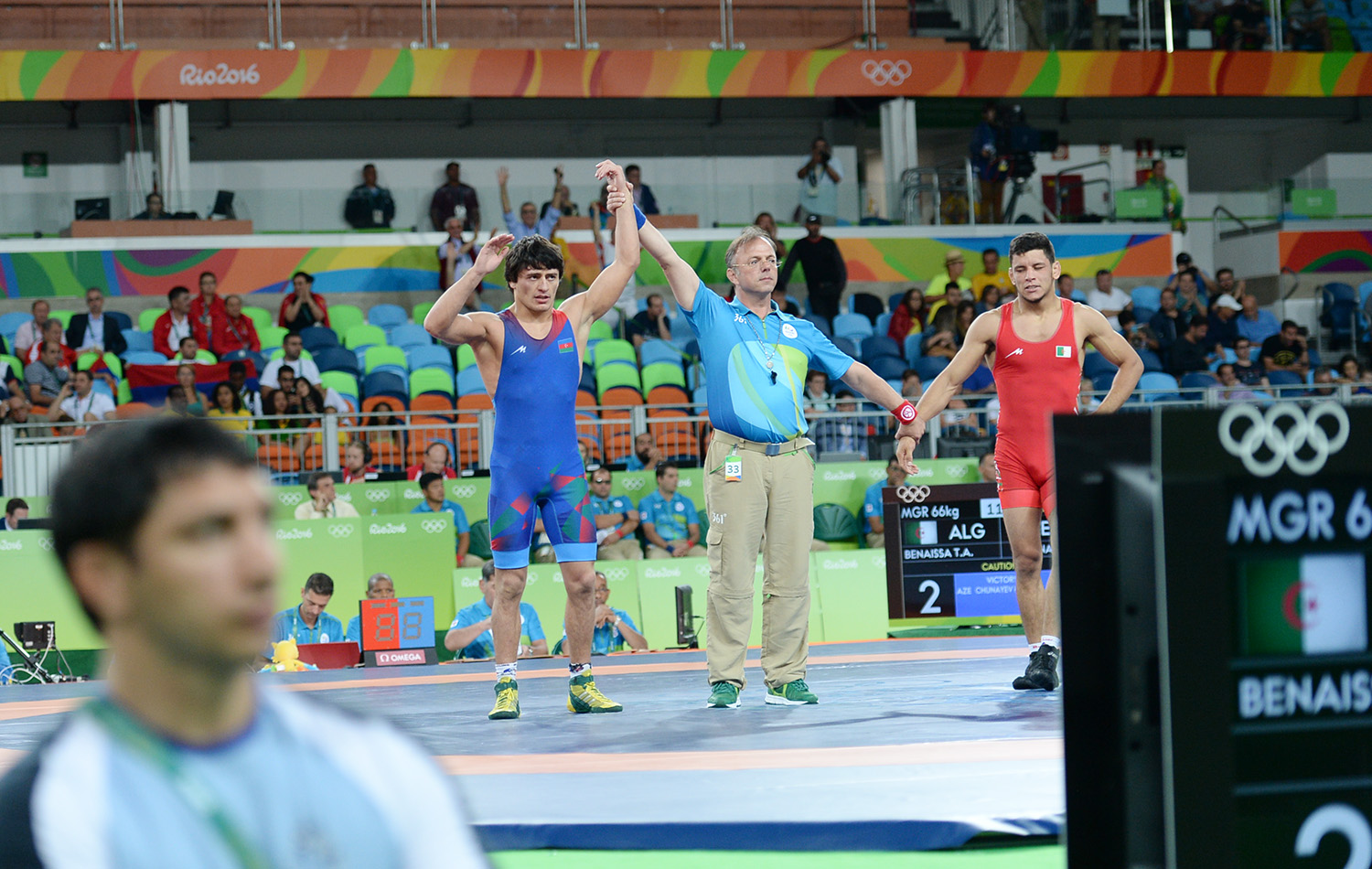
Тарек Бенаїсса після програної сутички з азербайджанцем Расулом Чунаєвим на літніх Олімпійських іграх 2016 року

Боротьбою почав займатися з 2000 року. Чемпіон Африки 2010 року серед юніорів. Срібний призер цих же змагань у 2009 і 2011 роках. Тренер — Бенджедда Мазуз.

## Спортивні результати на міжнародних змаганнях

### Виступи на Олімпіадах
| Змагання                                   | Збірна | Вагова категорія                 | Місце |
| ------------------------------------------ | ------ | -------------------------------- | ----- |
| Боротьба на літніх Олімпійських іграх 2012 | Алжир  | греко-римська боротьба, до 60 кг | 15    |
| Боротьба на літніх Олімпійських іграх 2016 | Алжир  | греко-римська боротьба, до 66 кг | 8     |

### Виступи на Чемпіонатах світу
| Змагання                        | Збірна | Вагова категорія                 | Місце |
| ------------------------------- | ------ | -------------------------------- | ----- |
| Чемпіонат світу з боротьби 2013 | Алжир  | греко-римська боротьба, до 66 кг | 32    |
| Чемпіонат світу з боротьби 2015 | Алжир  | греко-римська боротьба, до 66 кг | 5     |
| Чемпіонат світу з боротьби 2017 | Алжир  | греко-римська боротьба, до 71 кг | 16    |
| Чемпіонат світу з боротьби 2018 | Алжир  | греко-римська боротьба, до 72 кг | 5     |

### Виступи на Чемпіонатах Африки
| Змагання                         | Збірна | Вагова категорія                 | Місце  |
| -------------------------------- | ------ | -------------------------------- | ------ |
| Чемпіонат Африки з боротьби 2012 | Алжир  | греко-римська боротьба, до 60 кг | 4      |
| Чемпіонат Африки з боротьби 2014 | Алжир  | греко-римська боротьба, до 66 кг | Золото |
| Чемпіонат Африки з боротьби 2015 | Алжир  | греко-римська боротьба, до 66 кг | Бронза |
| Чемпіонат Африки з боротьби 2016 | Алжир  | греко-римська боротьба, до 66 кг | Срібло |
| Чемпіонат Африки з боротьби 2017 | Алжир  | греко-римська боротьба, до 66 кг | Срібло |
| Чемпіонат Африки з боротьби 2019 | Алжир  | греко-римська боротьба, до 72 кг | Золото |
| Чемпіонат Африки з боротьби 2020 | Алжир  | греко-римська боротьба, до 72 кг | Бронза |
| Чемпіонат Африки з боротьби 2022 | Алжир  | греко-римська боротьба, до 77 кг | 7      |

### Виступи на Африканських іграх
| Змагання              | Збірна | Вагова категорія                 | Місце  |
| --------------------- | ------ | -------------------------------- | ------ |
| Африканські ігри 2015 | Алжир  | греко-римська боротьба, до 66 кг | Золото |

### Виступи на Чемпіонатах світу серед військовослужбовців
| Змагання                                                  | Збірна | Вагова категорія                 | Місце  |
| --------------------------------------------------------- | ------ | -------------------------------- | ------ |
| Чемпіонат світу з боротьби серед військовослужбовців 2013 | Алжир  | греко-римська боротьба, до 66 кг | Бронза |
| Чемпіонат світу з боротьби серед військовослужбовців 2016 | Алжир  | греко-римська боротьба, до 66 кг | 7      |

### Виступи на Всесвітніх іграх військовослужбовців
| Змагання                                | Збірна | Вагова категорія                 | Місце |
| --------------------------------------- | ------ | -------------------------------- | ----- |
| Всесвітні ігри військовослужбовців 2015 | Алжир  | греко-римська боротьба, до 66 кг | 13    |

### Виступи на Середземноморських чемпіонатах
| Змагання                                     | Збірна | Вагова категорія                 | Місце  |
| -------------------------------------------- | ------ | -------------------------------- | ------ |
| Середземноморський чемпіонат з боротьби 2012 | Алжир  | греко-римська боротьба, до 60 кг | Бронза |
| Середземноморський чемпіонат з боротьби 2014 | Алжир  | греко-римська боротьба, до 66 кг | Бронза |
| Середземноморський чемпіонат з боротьби 2018 | Алжир  | греко-римська боротьба, до 72 кг | Золото |

### Виступи на Середземноморських іграх
| Змагання                    | Збірна | Вагова категорія                 | Місце |
| --------------------------- | ------ | -------------------------------- | ----- |
| Середземноморські ігри 2013 | Алжир  | греко-римська боротьба, до 66 кг | 8     |

### Виступи на інших змаганнях
| Змагання                                                       | Збірна | Вагова категорія                 | Місце  |
| -------------------------------------------------------------- | ------ | -------------------------------- | ------ |
| Арабські ігри 2011                                             | Алжир  | греко-римська боротьба, до 60 кг | Бронза |
| Олімпійський кваліфікаційний турнір з боротьби 2012 (Марракеш) | Алжир  | греко-римська боротьба, до 60 кг | Срібло |
| Trophee Milone 2012                                            | Алжир  | греко-римська боротьба, до 66 кг | 5      |
| Міжнародний турнір Олімпія 2012                                | Алжир  | греко-римська боротьба, до 66 кг | Срібло |
| Trophee Milone 2013                                            | Алжир  | греко-римська боротьба, до 66 кг | 5      |
| Кубок Вантаа з боротьби 2013                                   | Алжир  | греко-римська боротьба, до 66 кг | Бронза |
| Кубок Хапаранди з боротьби 2013                                | Алжир  | греко-римська боротьба, до 66 кг | 4      |
| Гран-прі Парижа з боротьби 2015                                | Алжир  | греко-римська боротьба, до 66 кг | 5      |
| Турнір Вехбі Емре і Гаміта Каплана 2015                        | Алжир  | греко-римська боротьба, до 66 кг | 11     |
| Кубок Тахті 2016                                               | Алжир  | греко-римська боротьба, до 66 кг | 12     |
| Турнір Дана Колова — Николи Петрова 2016                       | Алжир  | греко-римська боротьба, до 66 кг | 8      |
| Кубок Владислава Пітласинські 2016                             | Алжир  | греко-римська боротьба, до 71 кг | 8      |
| Турнір Дана Колова — Николи Петрова 2017                       | Алжир  | греко-римська боротьба, до 71 кг | 9      |
| Меморіал Іона Корнеану і Ладислава Сімона 2017                 | Алжир  | греко-римська боротьба, до 71 кг | Срібло |
| Гран-прі Угорщини з боротьби 2018                              | Алжир  | греко-римська боротьба, до 72 кг | 10     |
| Меморіал Іона Корнеану і Ладислава Сімона 2018                 | Алжир  | греко-римська боротьба, до 72 кг | Бронза |
| Henri Deglane Challenge 2019                                   | Алжир  | греко-римська боротьба, до 72 кг | 5      |
| Турнір Дана Колова — Николи Петрова 2022                       | Алжир  | греко-римська боротьба, до 77 кг | 19     |

### Виступи на змаганнях молодших вікових груп
| Змагання                                       | Збірна | Вагова категорія                 | Місце  |
| ---------------------------------------------- | ------ | -------------------------------- | ------ |
| Чемпіонат Африки з боротьби серед юніорів 2009 | Алжир  | греко-римська боротьба, до 60 кг | Срібло |
| Чемпіонат Африки з боротьби серед юніорів 2010 | Алжир  | греко-римська боротьба, до 60 кг | Золото |
| Чемпіонат Африки з боротьби серед юніорів 2011 | Алжир  | греко-римська боротьба, до 60 кг | Срібло |
| Чемпіонат світу з боротьби серед юніорів 2011  | Алжир  | греко-римська боротьба, до 60 кг | 26     |